# Rage of the Yeti – Gefährliche Schatzsuche
Rage of the Yeti – Gefährliche Schatzsuche (Originaltitel: Rage of the Yeti) ist ein US-amerikanischer Horrorfilm des Fernsehsenders Syfy aus dem Jahr 2011. Regie führte David Hewlett.

## Handlung
Der Milliardär Mills entsendet ein Team unter der Leitung der Schatzsucherin Villers in die kanadische Arktis. Sie sollen ein von einem Satelliten aufgespürtes Schiffswrack, die HMS Victoria, finden und ein an Bord befindliches antikes Buch bergen. Dieser chinesische Kodex soll die einzigen schriftlichen Aufzeichnungen über die Existenz von Yetis enthalten. Das Expeditionsteam wird jedoch sofort von den Yetis angegriffen. Die Ungeheuer haben ein weißes, das Licht stark reflektierendes Fell, was sie im Schneetreiben beinahe unsichtbar macht, außerdem sind sie beinahe unempfindlich gegenüber Schusswaffen. Mehrere Menschen fallen den Monstern zum Opfer, Villers und einige wenige können sich in einen Außenposten retten und einen Hilferuf an Mills absetzen.
Mills schickt daraufhin ein Rettungsteam unter der Leitung der Brüder Jonas und Jace in die Arktis. Auch diese werden von den Yetis angegriffen, es gelingt ihnen jedoch, den Kodex zu bergen und zum Außenposten durchzudringen. Aus dem Kodex erfahren sie die Geschichte der Schneemonster. Ein in Ungnade gefallener General sandte eine Schiffsladung Yeren, einer asiatischen Variante des Yeti, als Geschenk an den chinesischen Kaiser. Dieser schickte die Tiere allerdings mit der HMS Victoria umgehend zurück. Das Schiff strandete in der Arktis, die Yeren breiteten sich aus und passten sich der Umgebung an. Als Mills davon erfährt, fordert er die Expeditionsteilnehmer auf, einen lebendigen Yeren einzufangen. Die Gruppe versucht daraufhin, eines der Monster in den Außenposten zu locken und gefangen zu nehmen, was allerdings misslingt. Dabei zeigt sich, dass einige der Schatzsucher für Mills’ Konkurrenten arbeiten. Sie stehlen den Kodex und fliehen aus dem Außenposten. In einiger Entfernung entdecken sie zahlreiche Nester der Yeren, dabei werden sie von ausgewachsenen Tieren angegriffen und getötet.
Jonas und Jace folgen den Abtrünnigen und finden deren Leichen sowie den Kodex. Beim Versuch, eines der Jungtiere aus einem Nest zu locken und einzufangen, werden sie von einer Horde Yeren und deren Alphatier angegriffen. Es gelingt ihnen im letzten Moment, eine Lawine auszulösen und die meisten der Ungeheuer unter den Schneemassen zu begraben. Sie erreichen den Außenposten und können mit Villers und den letzten Überlebenden schließlich mit einem Schneemobil fliehen. Ein Yeren, das zuletzt noch das Schneemobil angreift, kann mit einer improvisierten Sauerstofflanze getötet werden.

## Produktion
Das Budget des Films betrug etwa 1,8 Millionen US-Dollar. Die HMS Victoria wurde nach der Verlobten eines der Autoren des Films benannt.

## Rezeption
Die Redaktion von Cinema bezeichnet Rage of the Yeti als „Tiefkühl-Trash“. Christopher Armstead von Film Critics United zählt Rage of the Yeti nicht zu den schlechtesten, aber auch nicht zu den besten Syfy-Produktionen. So lobt er das Übermaß an Action, Chaos, Tod, Explosionen, Mord, falschen Spielen und Verfolgungsjagden, bemängelt aber ebenso die Animationen und die Handlung des Films.